# Complotul condamnaților
Complotul condamnaților  (titlul original: în rusă Заговор обречённых, transliterat: Zagovor obrecionnîh) este un film dramatic sovietic, realizat în 1950 de regizorul Mihail Kalatozov, după romanul omonim a scriitorului Nikolai Virtî, protagoniști fiind actorii Liudmila Skopina, Pavel Kadocinikov, Vladimir Drujnikov, Boris Sitko. 

## Conținut
Într-o țară est-europeană, recent eliberată de către trupele sovietice, se produce o nouă conspirație.

## Distribuție
- Liudmila Skopina – Ganna Lihta (prototip Ana Pauker)
- Pavel Kadocinikov – Maks Venta
- Vladimir Drujnikov – Mark Pino
- Boris Sitko – Kosta Varra
- Vsevolod Aksionov – Nikola Sloveno
- Luiza Koșukova – Magda Forsgolm
- Liudmila Vrublevskaia – Mina Varra
- Ivan Peltțer – Steban
- Ilia Sudakov – Iohim Pino
- Sofia Piliavskaia – Hristina Padera
- Aleksandr Vertinski – cardinalul Birnci
- Maksim Ștrauh – Mak-Hill
- Vladimir Maruta – Gugo Vastis
- Oleg Jakov – Kurtov
- Valentina Serova – Kira Reicel
- Rostislav Pliatt – generalul Bravura
- Ivan Bobrov – Iakob Iassa

## Lansare
A fost lansat în anul 1950 și a avut parte de succes comercial, fiind vizionat de 19,2 milioane de spectatori în cinematografele din Uniunea Sovietică.